# Pashko Vodica

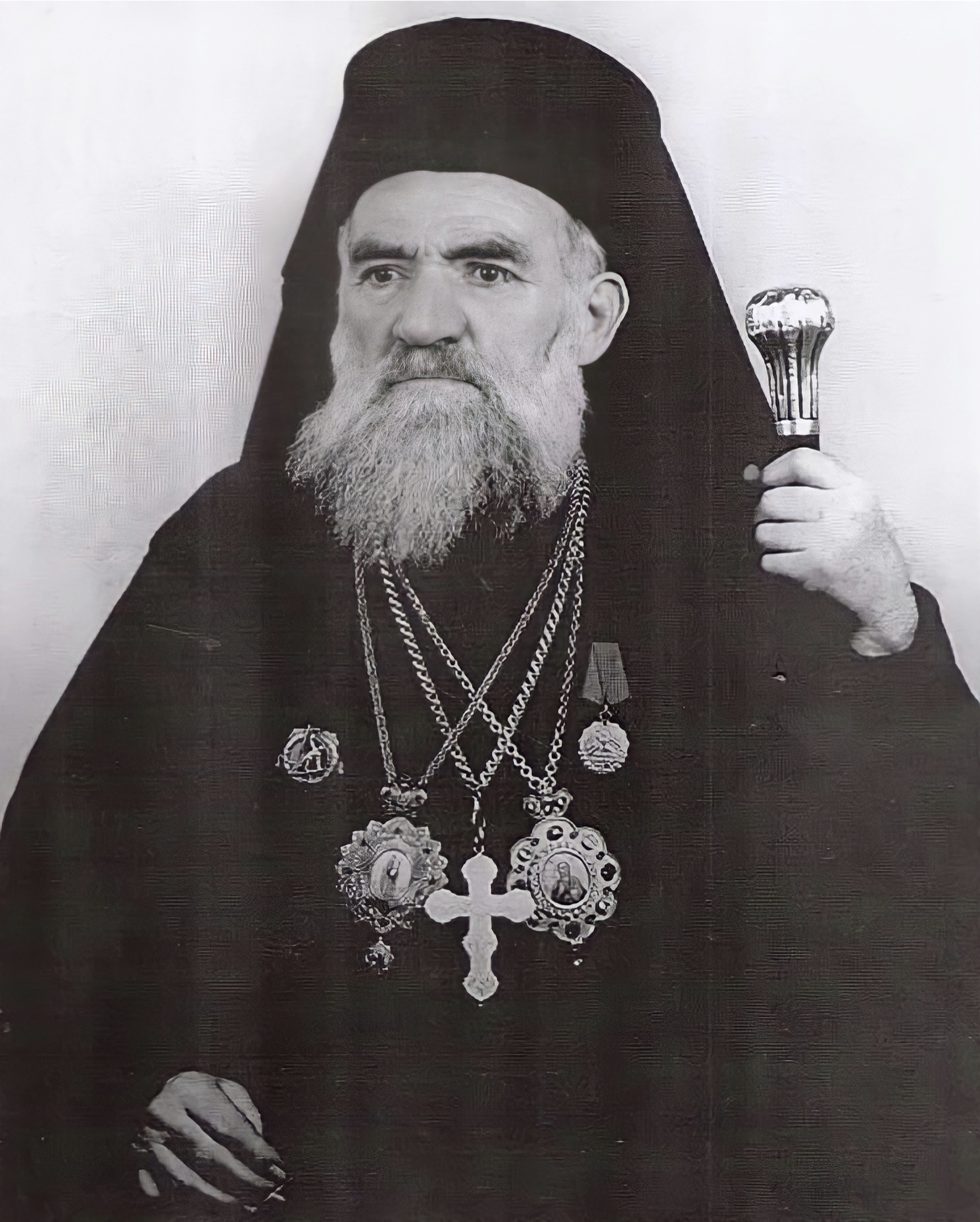
Pashko Vodica in 1949

Pashko Vodica (Vodice (Kolonjë), 1881 – Tirana, 4 maart 1966) was van 1949 tot zijn overlijden in 1966 primaat van de Albanees-Orthodoxe Kerk en aartsbisschop van Tirana.

## Levensloop
Pashko Vodica werd in 1881 geboren in het zuiden van Albanië. Hij bezocht de lagere school in zijn geboortedorp, maar voltooide zijn opleiding niet. In 1910 werd de inmiddels getrouwde Pashko tot priester gewijd. In 1912 werd hij door de Ottomaanse autoriteiten gearresteerd vanwege zijn activiteiten voor de Albanese nationale beweging.  
In 1920 ontving hij de waardigheid van archimandriet - zijn vrouw was inmiddels overleden. Twee jaar later maakte hij deel uit van het orthodoxe congres van Berat dat de Albanees-orthodoxe Kerk autocefaal verklaarde.
Tijdens de Tweede Wereldoorlog werd hij vanwege zijn verzetsactiviteiten door de Italiaanse bezetter gevangengezet en op het Italiaanse vasteland geïnterneerd (1940-1942). Nadat hij was vrijgelaten sloot hij zich aan bij de door de communisten gedomineerde Nationale Bevrijdingsbeweging (LANC). In november 1942 werd hij gekozen tot vertegenwoordiger van het district Kolonjë en in 1943 werd hij in het bestuur van de LANC gekozen. 
Op 18 april 1948, tijdens een bezoek van de Russisch-orthodoxe bisschop Nestor (Sidoroek) (1904-1951), werd archimandriet Pashko tot bisschop van Korçë gewijd.
Op 28 augustus 1949 maakte Radio Tirana bekend dat de primaat en aartsbisschop van Tirana Kristofor Kisi door de Heilige Synode was afgezet vanwege "activiteiten ten gunste van het fascisme" tijdens de bezetting. Bovendien zou Dr. Kisi zich hebben ingespannen om de autocefale Albanees-orthodoxe Kerk onder het gezag van de Rooms-Katholieke Kerk te brengen. De werkelijke reden voor de afzetting van Dr. Kisi was zijn weigering om de statuten van de kerk te herzien, zoals door de communistische overheid werd geëist. Kisi werd als primaat en aartsbisschop opgevolgd door Pashko Vodica. 
Aartsbisschop Pashko werkte nauw samen met de communistische autoriteiten. In februari 1950, tijdens het Derde Orthodoxe Congres van de Albanees-orthodoxe Kerk, aanvaardde de kerk onder leiding van Pashko nieuwe kerkelijke statuten. In de periode 1950-1960 (dus tot de breuk van Albanië met de Sovjet-Unie) genoot de Orthodoxe Kerk betrekkelijke vrijheid en onderhield de kerk nauwe betrekkingen met de oosters-orthodoxe kerken in het oosten van Europa (hij bezocht tweemaal de USSR), maar vanaf het begin van de jaren 60 sloot de overheid steeds meer kerkgebouwen (en andere plaatsen voor de eredienst, zoals moskeeën), maar Pashko protesteerde hier niet tegen. Een jaar na zijn dood, in 1967 werd Albanië de eerste (en enige) atheïstische staat en werd Pashko's opvolger, aartsbisschop Damian Kokonesi gevangengezet. Pas in december 1990 werd de godsdienstvrijheid in Albanië hersteld en kon er een nieuwe Primaat worden gekozen, Anastasios Yannoulatos.

## Familie
Zijn zoon Josif Pashko (1918–1963) was politicus en lid van de Albanese Partij van de Arbeid (PPSh) en tijdens de jaren 40 openbaar aanklager tijdens de communistische showprocessen.

## Onderscheidingen
- Orde van de Banier (1946)
- Herdenkingsmedaille (1946)

## Verwijzingen
1. ↑  Owen Pearson, Albania in the Twentieth Century, A History: Volume III 2006, p. 365-366
2. ↑  idem